# Bob Morton
Harry Robert "Bob" Morton (Estados Unidos, 19 de mayo de 1934-7 de agosto de 2015) fue un político del Partido Republicano, miembro del Senado del Estado de Washington y del séptimo distrito legislativo de la Cámara de Representantes de Washington.
Morton fue un líder del movimiento separatista del Estado de Lincoln, en el que el Este de Washington y Panhandle de Idaho se convertirían en el estado número 51. También Cathy McMorris Rodgers realizó su debut en la política, primero como su gerente de campaña, luego como su asistente legislativo y, finalmente, la ocupación de una vacante en la Cámara de Representantes del Estado. Murió el 7 de agosto de 2015.